# Tatort: Franziska
Franziska ist ein Fernsehfilm aus der Krimireihe Tatort. Der vom WDR produzierte Beitrag wurde am 5. Januar 2014 im Ersten Programm der ARD erstausgestrahlt. Die Ausstrahlung der Folge wurde aus Jugendschutzgründen erst nach 22 Uhr – nach der regulären Ausstrahlung des HR-Tatorts Der Eskimo um 20:15 Uhr – begonnen. Damit ist Franziska bislang die einzige Tatortfolge (Stand Februar 2022), die ihre Erstausstrahlung an einem Tag hatte, an dem bereits eine weitere Tatortfolge zuvor ihre Erstausstrahlung hatte.
Die Premiere war am 29. September 2013 bei der Cologne Conference. Die Schauspielerin Tessa Mittelstaedt in der titelgebenden Rolle als Franziska Lüttgenjohann, in der sie zuvor 14 Jahre lang als Assistentin der beiden Kommissare Ballauf und Schenk aufgetreten war, stieg mit dieser Folge aus der Krimiserie aus.

## Handlung
Nach zehn Jahren Haft steht Daniel Kehl kurz vor seiner Entlassung unter dem Verdacht, seinen Zellennachbarn Sergej Rowitsch ermordet zu haben. In einem Besprechungszimmer nimmt er Franziska Lüttgenjohann als Geisel, die sich neben ihrer Arbeit bei der Mordkommission auch als ehrenamtliche Bewährungshelferin engagiert. Dabei bedroht er sie mit einem Messer und nutzt einen Kabelbinder, um ihr den Hals abzuschnüren und sie dadurch unter seine Kontrolle zu bringen.
Kehl, der wegen Mordes und Vergewaltigung verurteilt wurde, befürchtet, für den Mord verantwortlich gemacht zu werden, und möchte vordergründig seine Freilassung erzwingen. Er verfügt vorgeblich über Insider-Informationen über Korruption innerhalb des Wachpersonals der Justizvollzugsanstalt, die er nur im Falle seiner Freilassung an Staatsanwalt Prinz weitergeben will. Die Kommissare Ballauf und Schenk ermitteln im Mordfall des toten Mitinsassen, um Kehl vom Vorwurf des Mordes zu befreien und ihn dadurch zur Aufgabe zu bewegen. Gleichzeitig läuft der Einsatz des Spezialeinsatzkommandos an: Scharfschützen postieren sich, Eingreifkräfte sichern die Tür, der Raum wird per Mikrofon abgehört, und in der Einsatzleitung werden verschiedene Szenarien durchgespielt. Währenddessen macht Franziska Kehl seine aussichtslose Lage klar und möchte ihn zu Verhandlungen überreden, worauf er jedoch nicht eingeht. Stattdessen entspinnt sich ein Gespräch über Vertrauen, Kontrolle und Unterwerfung.
Letztlich stellt sich jedoch heraus, dass Kehl tatsächlich Sergej Rowitsch ermordet hat und sein wahres Ziel nicht die Freilassung war: Da er absehen konnte, dass es nicht mehr lange dauern würde, bis man weitere Morde aufdeckt, die er begangen hatte, und er daher keine Chance mehr auf eine baldige Entlassung aus dem Gefängnis sah, nutzte er die letzte sich ihm bietende Chance zur Unterwerfung einer Frau und einer möglichen Vergewaltigung. Die Kommissare erkennen seine Absichten zwar, können aber nicht mehr verhindern, dass Kehl bei der Erstürmung durch das SEK die Schlinge um Franziskas Hals ruckartig zuzieht und sie dadurch tötet, bevor er selbst erschossen wird.

## Rezeption

### Kritiken
„Mehrmals wurde der Krimi verschoben; ohne vor größerem Publikum gezeigt worden zu sein, erreichte er einen gewissen Legendenstatus – was seiner Wirkung nun entgegenkommt: Das Prinzip der ängstlichen Verzögerung, das Auskosten des grausamen Moments wird bei Mittelstaedts Abschiedsvorstellung kunstvoll auf die Spitze getrieben.“

„Das Setting übertüncht dramaturgische Schwächen. […] Aber schließlich ist es der Mut von Regisseur Dror Zahavi, der bemerkenswert bleibt: der Bruch mit der Tradition. Ausgerechnet ein WDR-Tatort strandet nicht in Gefälligkeit. Ausgerechnet in Köln bleibt die Wurstbude geschlossen.“

### Einschaltquoten
Die Erstausstrahlung von Franziska am 5. Januar 2014 wurde in Deutschland insgesamt von 7,32 Millionen Zuschauern gesehen und erreichte als Tagessieger einen Marktanteil von 27,0 % für Das Erste; in der Gruppe der 14- bis 49-jährigen Zuschauer konnten 2,43 Millionen Zuschauer und ein Marktanteil von 21,3 % erreicht werden.

### Trivia
„Franziska“ gehört zu den wenigen Fällen, in denen Freddy Schenk wider Erwarten keinen Dienstwagen präsentiert.